# Basilica Mountain
Basilica Mountain är ett berg i Kanada.   Det ligger i provinsen Alberta, i den centrala delen av landet, 3 200 km väster om huvudstaden Ottawa. Toppen på Basilica Mountain är 2 351 meter över havet. Basilica Mountain ingår i The Ramparts.
Terrängen runt Basilica Mountain är kuperad åt sydväst, men åt nordost är den bergig. Trakten runt Basilica Mountain är nära nog obefolkad, med mindre än två invånare per kvadratkilometer.. 
I omgivningarna runt Basilica Mountain växer i huvudsak barrskog.